# Ник Парк
Николас Уилстън Парк – „Ник Парк“, (на английски: Nicholas Wulstan „Nick“ Park) е известен английски режисьор на стоп моушън анимация. Той е създател на „Wallace and Gromit“ и „Shaun the Sheep“. Номиниран е шест пъти за „Оскар“ и е спечелил четири пъти.

## Биография
Ник Парк е роден на 6 декември 1958 г. в Ланкашър, Англия. Той е третото от пет деца в семейството. Майка му е шивачка, а баща му архитектурен фотограф. Ник завършва Cuthbert Mayne High School.
Показал интерес в правенето на карикатури, Ник прави първия си филм на 13 години в домашни условия и с подръчни материали.
Учи комуникационни изкуства в Sheffield City Polytechnic, а после в National Film and Television School. Именно там започва да създава Wallace and Gromit – „A Grand Day Out“.

## Кариера
През 1985 г. Парк става част от екипа на Aardman Animations в Бристол, като аниматор на търговски продукти. Работи по:
- Sledgehammer на Питър Гейбриъл;
- Pee-wee's Playhouse;
- Завършва A Grand Day Out; Creature Comforts;
- Има принос и в серия късометражни филми наречени Lip Synch.

През 1990 г. Парк работи заедно с агенция GGK по разработването на серия телевизионни реклами за „Heat Electric“. Те са много добре приети от зрителите.
Работи и по още две филмчета от серията Wallace and Gromit – „The Wrong Trousers“ и „A Close Shave“. Следва и първият му пълнометражен филм „Chicken Run“ – 2000 г., режисиран съвместно с Питър Лорд. Вторият му пълнометражен филм е Wallace & Gromit: The Curse of the Were-Rabbit – 2005 г.
Най-новата работа на Ник Парк е по Creature Comforts, седмична телевизионна поредица, която се излъчва всеки понеделник вечер от 20:00 часа по CBS.
В края на 2011 г. Парк режисира музикални видеоклипове за 'Plain Song' – a song by Native and the Name.
През 2013 г. Парк участва в адаптация на „Princess Mononoke“, филм на Хаяо Миядзаки.

## Филмография

### Филми
| Year | Title                                          | Director | Producer | Writer | Animator | Notes                       |
| ---- | ---------------------------------------------- | -------- | -------- | ------ | -------- | --------------------------- |
| 1989 | Creature Comforts                              | Да       |          | Да     | Да       | Short film                  |
| 1989 | Wallace & Gromit: A Grand Day Out              | Да       |          | Да     | Да       | Short film                  |
| 1993 | Wallace & Gromit: The Wrong Trousers           | Да       |          | Да     | Да       | Short film                  |
| 1995 | Wallace & Gromit: A Close Shave                | Да       |          | Да     | Да       | Short film                  |
| 2000 | Chicken Run                                    | Да       | Да       | Да     |          | Co-directed with Peter Lord |
| 2005 | Wallace & Gromit: The Curse of the Were-Rabbit | Да       | Да       | Да     |          | Co-directed with Steve Box  |
| 2008 | Wallace & Gromit: A Matter of Loaf and Death   | Да       | Да       | Да     |          | Short film                  |

### Телевизия
| Year        | Title                                   | Notes                      |
| ----------- | --------------------------------------- | -------------------------- |
| 2003 – 2006 | Creature Comforts                       | Creator Executive producer |
| 2007 – 2010 | Shaun the Sheep                         | Creator Executive producer |
| 2009 – 2012 | Timmy Time                              | Executive producer         |
| 2010        | Wallace and Gromit's World of Invention | Executive producer         |

### Награди и номинации
| Година | Номиниран за                                   | Награда | Категория                                                                                  | Резултат  |
| ------ | ---------------------------------------------- | ------- | ------------------------------------------------------------------------------------------ | --------- |
| 1990   | Creature Comforts                              | BAFTA   | Best Animated Film                                                                         | номинация |
| 1990   | Wallace & Gromit: A Grand Day Out              | BAFTA   | Best Animated Film                                                                         | победител |
| 1991   | Creature Comforts                              | Оскар   | Best Animated Short Film                                                                   | победител |
| 1991   | Wallace & Gromit: A Grand Day Out              | Оскар   | Best Animated Short Film                                                                   | номинация |
| 1994   | Wallace & Gromit: The Wrong Trousers           | BAFTA   | Best Animated Film                                                                         | победител |
| 1994   | Wallace & Gromit: The Wrong Trousers           | Оскар   | Best Animated Short Film                                                                   | победител |
| 1996   | Wallace & Gromit: A Close Shave                | BAFTA   | Best Animated Film                                                                         | победител |
| 1996   | Wallace & Gromit: A Close Shave                | Оскар   | Best Animated Short Film                                                                   | победител |
| 2001   | Chicken Run                                    | BAFTA   | Alexander Korda Award for Best British Film                                                | номинация |
| 2004   | Creature Comforts                              | BAFTA   | Comedy Programme or Series Award                                                           | номинация |
| 2005   | Wallace & Gromit: The Curse of the Were-Rabbit | Оскар   | Best Animated Feature                                                                      | победител |
| 2006   | Wallace & Gromit: The Curse of the Were-Rabbit | BAFTA   | Alexander Korda Award for Best British Film                                                | победител |
| 2008   | Creature Comforts                              | Еми     | Primetime Emmy Award for Outstanding Animated Program (for Programming Less Than One Hour) | номинация |
| 2009   | Wallace & Gromit: A Matter of Loaf and Death   | BAFTA   | Best Short Animation                                                                       | победител |
| 2010   | Wallace & Gromit: A Matter of Loaf and Death   | Оскар   | Best Animated Short Film                                                                   | номинация |